# Atlanta Dream 2014
La stagione 2014 delle Atlanta Dream fu la 7ª nella WNBA per la franchigia.
Le Atlanta Dream vinsero la Eastern Conference con un record di 19-15. Nei play-off persero la semifinale di conference con le Chicago Sky (2-1).

## Roster
| N° | Naz.                   | Ruolo | Sportivo             | Anno | Alt. | Peso |
| -- | ---------------------- | ----- | -------------------- | ---- | ---- | ---- |
| 1  | Stati Uniti (bandiera) | A     | DeLisha Milton-Jones | 1974 | 185  | 84   |
| 3  | Ucraina (bandiera)     | G     | Inha Orjechova       | 1989 | 188  | 73   |
| 4  | Stati Uniti (bandiera) | A     | Swin Cash            | 1979 | 185  | 73   |
| 5  | Stati Uniti (bandiera) | G     | Jasmine Thomas       | 1989 | 175  | 66   |
| 9  | Francia (bandiera)     | G     | Céline Dumerc        | 1982 | 170  | 60   |
| 10 | Stati Uniti (bandiera) | G     | Matee Ajavon         | 1986 | 173  | 73   |
| 13 | Giamaica (bandiera)    | A     | Aneika Henry         | 1986 | 191  | 93   |
| 14 | Brasile (bandiera)     | AC    | Érika                | 1982 | 196  | 86   |
| 15 | Stati Uniti (bandiera) | G     | Tiffany Hayes        | 1989 | 178  | 70   |
| 20 | Spagna (bandiera)      | A     | Sancho Lyttle        | 1983 | 193  | 65   |
| 21 | Stati Uniti (bandiera) | A     | Amanda Thompson      | 1987 | 185  | 82   |
| 23 | Stati Uniti (bandiera) | G     | Shoni Schimmel       | 1992 | 175  | 73   |
| 31 | Brasile (bandiera)     | C     | Nádia                | 1989 | 193  | 89   |
| 35 | Stati Uniti (bandiera) | A     | Angel McCoughtry     | 1986 | 185  | 73   |

## Staff tecnico
- Allenatore: Michael Cooper
- Vice-allenatori: Karleen Thompson, Teresa Edwards
- Preparatore atletico: Michael Douglas